# Сиратака (миноносец)
«Сиратака» (яп. 白鷹 Белый сокол)  — миноносец Императорского флота Японии немецкой постройки.

## Строительство
Заказан по судостроительной программе 1896. Построен в Германии на верфи компании «Шихау» в Эльбинге (ныне Эльблонг) в 1897—1898 годах. Был перевезён в Японию в разобранном виде, собран на верфи «Мицубиси», вступил в строй 22 июня 1900 года.
Оказался вторым (первый-«Фукурю») и последним японским миноносцем 1-го класса немецкой постройки, в серию же пошли миноносцы типа «Хаябуса», основанные на французском проекте.

## История службы
В ходе русско-японской войны был флагманом 16-го отряда миноносцев (флаг капитан-лейтенанта Вакабаяси). Принял участие в ночной фазе Цусимского сражения.
В ходе модернизации в концы войны было установлено более мощное артиллерийское вооружение (1 76-мм орудие и 2 57-мм) и радиотелеграфная станция.
С 1905 года использовался как учебный, в начале Первой мировой войны был флагманом флотилии тральщиков под Циндао.
Исключён из состава флота 22 ноября 1922 года, разобран на металл в 1926 году.